# Оттар (король Дублина)
Оттар Оттарссон (Ойтир Мак мик Ойтир, сын Ойтира, сына Ойтира) (умер в 1148) — норвежско-гэльский король Дублина (1142—1148).

## Биография
Оттар происходил из влиятельного скандинавско-гэльского рода с Гебридских островов. В 1142 году Оттар захватил королевский престол в Дублине. Историк Клэр Даунхем считал, что Оттар был приглашен в Дублин самими горожанами, чтобы стать их королём. Анналы четырёх мастеров описывают Оттара как внука Оттара, а Анналы Клонмакнойса говорят о нем, как о сыне Оттара. Вполне возможно, что обе записи верны, и что дублинский король Оттар был сыном некого Оттара, отцом которого также был человек по имени Оттар. Возможно, его отцом или дедом был ярл Оттар (ум. 1098), который контролировал половину острова Мэна. Согласно данным рода Коттер, ярл Оттар Мэнский был отцом Оттара Дублинского, а его матерью была знатная датчанка Сванхильда.
Хроника принцев сообщает, что Оттар Дублинский, описанный как «сын другого Оттара», в участвовал в качестве наёмника в междоусобице в Уэльсе в 1144 году. Это был дублинский король Оттар или, возможно, его сын с таким же именем. Экспедиция в Уэльс была предназначена для поддержки бывшего короля Гвинеда Кадваладра ап Грифида против его брата и соправителя Оуайна ап Грифида. Дублинцы должны заставить Оуайна вернуть престол своему брату Кадваладру. Отношения между Оттаром и Кадваладром ухудшились, и люди Оттара взяли его в качестве заложника и потребовали выкуп в размере 2 тысяч рабов. Кадваладр бежал от своих бывших союзников и помирился с братом, который вынудил дублинцев покинуть Гвинед.
Исторические анналы свидетельствуют, что у дублинского короля Оттара был соправитель Рагналл мак Торкайл, который погиб в битве против королевства Миде в 1146 году. В этом сражении ирландцы из Восточного Миде перебили двести дублинцев вместе с Рагналлом и другими вождями. Возможно, Рагналл находился в подчинении Оттара. Анналы четырёх мастеров, описывая гибель Рагналла, именуют мормэром, хотя другие ирландские хроники называют его королём (ирл. rí).
В 1148 году дублинский король Оттар был предательски убит родственником Рагналла мак Торкайла. По предположению историка Клер Даунхема первоначально Оттар сотрудничал с сыновьями Торкайла, но затем в ходе борьбы за власть в королевстве был убит.

## Потомки
Оттар Оттарссон был женат на Хельге, дочери датского командира Толокунгера, и являлся отцом Торфинна сына Отира, который упоминается как самый могущественный ярл (принцепс) на западных островах.
Ярл Торфинн считается предком ирландской семьи Коттер из графства Корк, чьё первоначальное название было Мак Ойтир (сын Оттара).